# Alexandre IV (roi d'Iméréthie)
Pour les articles homonymes, voir Alexandre IV.
Alexandre IV d’Iméréthie (en géorgien : ალექსანდრე IV) est roi d'Iméréthie en 1681, de 1683 à 1689 et de 1691 à 1695.

## Biographie
Fils de Bagrat V d'Iméréthie « l'Aveugle » et d'une concubine, il succède à son père mais il est immédiatement renversé par le prince de Georges III de Gourie, qui se proclame roi sous le nom de Georges IV d'Iméréthie et épouse Thamar, la veuve du défunt.
Alexandre IV est rappelé sur le trône en 1683 après la déposition de Georges IV mais il est chassé du pays en 1689 par l'ancien roi Artchil Ier. Restauré par les Ottomans en 1691, il est à nouveau renversé en 1695 par les nobles, qui le livrent à Georges XI de Karthli. Ce dernier, vassal du Chah séfévide d'Iran, le fait alors étrangler.

## Unions et descendance
Alexandre IV épouse :
1. Nina Gouriéli, et laisse un fils :
  - Simon Ier ;
2. en secondes noces en 1691,  Thamar (morte en 1707), fille du prince Georges Abaschidzé, dont il a eu deux filles :
  - Sophie (1691-1747), épouse de Georges, prince Dadianoff ;
  - Marie (morte après 1725), épouse en 1697 de Schoschita III, duc de Ratcha (divorce en 1709).

Il a eu un autre fils d'une concubine :
- Georges VII, né en 1670.